# Petr Brukner
Petr Brukner (* 19. května 1943 Písek) je český komik, herec a fotograf, od 60. let člen divadla Járy Cimrmana. Je mladším bratrem spisovatele Josefa Bruknera.

## Život a kariéra

### Divadlo
K divadlu poprvé přičichl na gymnáziu, kdy ve studentském divadle zaujal funkci kulisáka. 
Začal pracovat jako projektant a v 60. letech se náhodou seznámil s Ladislavem Smoljakem, s nímž jezdil do zaměstnání společným spojem na trase Praha – Brandýs nad Labem. Smoljak jej pak roku 1967 přizval i s jeho ženou, právničkou Evou, do právě zakládaného divadla Járy Cimrmana. Paní Bruknerová se stala uvaděčkou, zatímco Petr se nejprve uplatnil jako oponář a kulisák.  
Jak se později stalo typickým pro další kulisáky a techniky, Brukner začal brzy dostávat i drobné roličky na scéně a přes ně se vypracoval v kmenového herce souboru. Jeho vůbec první rolí byl Kryštof ve hře Domácí zabijačka, která se ale roku 1969 přestala uvádět. Tou dobou už vystupoval v roličce psané mu na tělo – jako stydlivý student cimrmanologie v semináři hry Hospoda na mýtince. V další hře Vražda v salonním coupé už dostal jednu ze svých erbovních rolí, policejního praktikanta Hlaváčka. 
Pro jeho herectví byl typický komicky nesmělý, naivní projev podpořený vysoko položeným hlasem. Podle vyprávění Zdeňka Svěráka na albu Odskok jednou režisér Jaroslav Papoušek (podle jiného zdroje Miloš Forman) označil Petra Bruknera za „největšího českého žijícího naivního herce“.

### Film a televize
Petr Brukner se od sedmdesátých let 20. století objevoval i ve filmu, nejprve ve snímcích z pera dvojice Smoljak–Svěrák, později i v jiných. Většinou se jednalo o epizodní, díky jeho jedinečnému projevu však přesto výrazné role. Hned první jeho filmová role byla „titulní“ (Jáchyme, hoď ho do stroje). Jeho svérázné herectví využil Zdeněk Svěrák i v několika televizních skečích s panem Leopoldem Brašnářem, „který je pozoruhodný tím, že nekrade.“ V roce 2011 Brukner krátce vystupoval jako moderátor dětského pořadu Kouzelná školka.

### Fotografování
Této zálibě se Brukner věnuje od deseti let. Řadu let pracoval v obrazovém nakladatelství Československé tiskové kanceláře.
V roce 2019 o něm Pavel Bartovský natočil krátký dokument nazvaný Život hledáčkem Petra Bruknera, jehož prodloužená verze měla v prosinci roku 2023 premiéru v České televizi.
Roku 2021 vyšla Bruknerova kniha vzpomínek nazvaná Jen tak jsem šel kolem. Stejný název měla i výstava jeho fotografií, která se uskutečnila ve výstavním prostoru Czech Photo Centre v pražských Nových Butovicích, kde sklidila úspěch.
V roce 2024 se uskutečnila jeho fotografická výstava v Galerii Fotorenesance /v prostorách Clubu 3.břeh/ v Nitranské ulici v Praze.
K této výstavě mu v nakladatelství Fotorenesance vyšla malá fotografická monografie.

## Jiné záliby
Brukner žije v Brandýse nad Labem v blízkosti železniční tratě a v železnici našel další ze svých životních zálib. Pořizuje si jejich snímky, které shromažďuje v cyklu nazvaném „Lokomotiva“. Rovněž zvažuje podporu skupiny nadšenců kolem fotografa Dana Materny, kteří se snaží zrekonstruovat parní lokomotivu řady 534.0 zvanou „Kremák“. V dětství díky známosti se sousedem s železničářem Josefem Veselým se mohl občas svézt parní lokomotivou mezi píseckou zastávkou a tamní hlavní železniční stanicí a během jízdy mohl přikládat uhlí pod kotel lokomotivy. Bruknerovým snem je svézt se Orient expresem, v němž našel zalíbení (kromě souvislosti s Vraždou v salonním coupé) díky dokumentu Poirot řídí Orient expres. Plánoval realizaci s kolegou Jaroslavem Weiglem; po jeho úmrtí (5. září 2019) plánuje uskutečnit jízdu se svojí manželkou.
Jeho další zálibou jsou mosty. Ve svém rodném kraji obdivuje například most v Písku, v Bechyni, přemostění u Zvíkova přes Vltavu a Otavu nebo Žďákovský most. Oceňuje ale i menší mostky třeba v Lomnici nebo ve Skalici.

## Divadelní role
- Afrika – Cyril Metoděj
- Akt – Láďa Pýcha

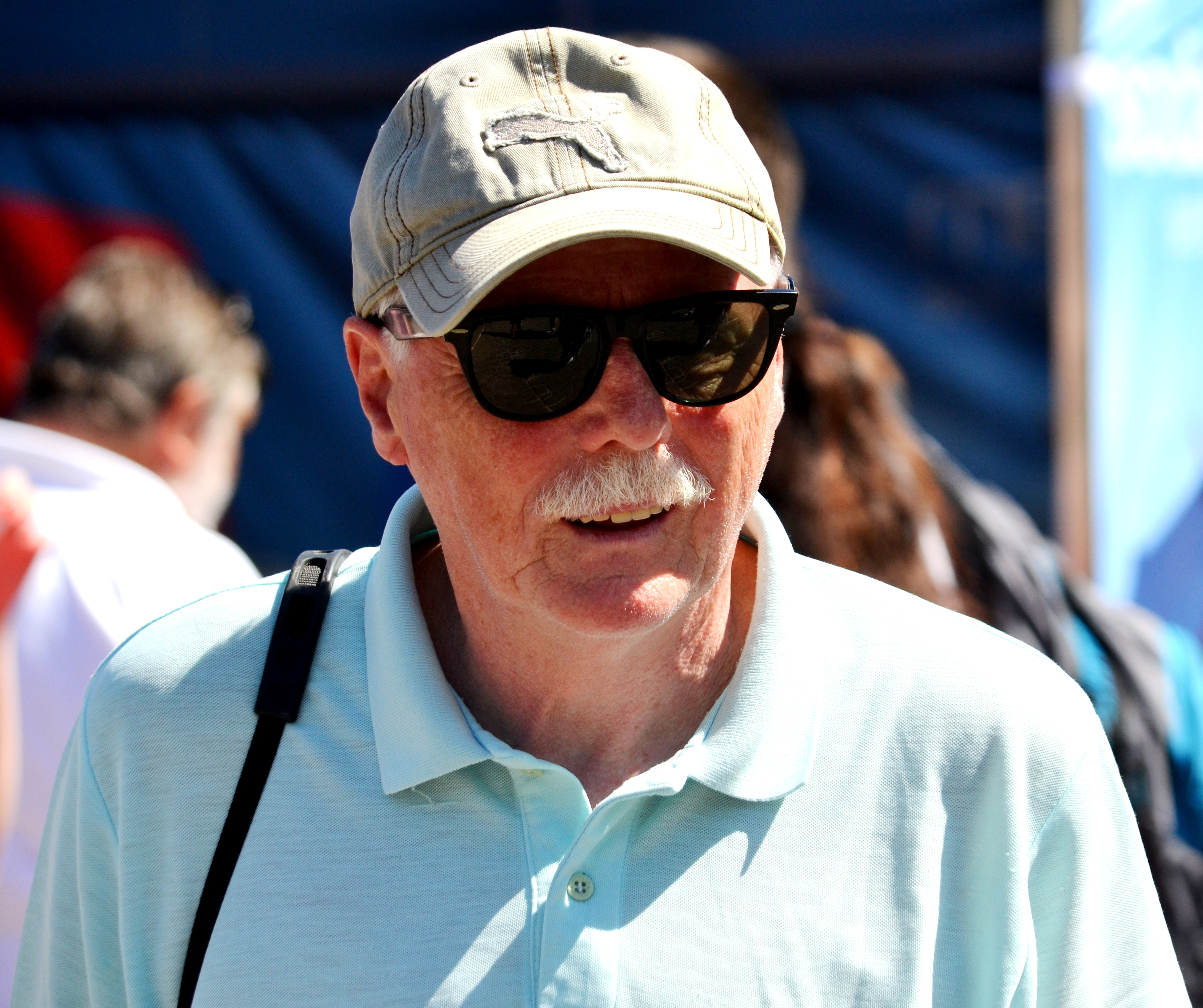
Petr Brukner v roce 2014

- Blaník – Smil Flek z Nohavic / Josef Bohuslav Chvojka
- Cimrman v říši hudby – inženýr Wagner / dirigent
- České nebe – svatý Václav
- Dlouhý, Široký a Krátkozraký – princezna Zlatovláska
- Dobytí severního pólu – lékárník Vojtěch Šofr
- (Domácí zabijačka – Kryštof)
- Hospoda Na mýtince – vězeň Kulhánek / policejní inspektor Trachta
- Lijavec – mlynář / Formánek
- Němý Bobeš – Bobeš / Marta, hostinský, sluha
- Posel z Liptákova – Artur a František
- Švestka – Emilka Najbrtová, Jenny Suk a Andulka Šafářová
- Vražda v salonním coupé – praktikant Hlaváček
- Záskok – Vlasta

## Filmové a televizní role – výběr
- 1974 – Jáchyme, hoď ho do stroje! – programátor Jáchym
- 1976 – Marečku, podejte mi pero! – Famfula
- 80. léta – Leopold Brašnář (několik televizních skečů)
- 1983 – Jára Cimrman ležící, spící – Viktor Kaplan
- 1983 – Slavnosti sněženek – traktorista Janeček
- 1985 – Vesničko má středisková – poťouchlý družstevník
- 1988 – Nejistá sezóna – Bouček (v podstatě role sama sebe)
- 1991 – Obecná škola – řidič autobusu
- 1994 – Bylo nás pět – pan Jirsák
- 1997 – Lotrando a Zubejda – mazaný sedlák
- 2006 – Obsluhoval jsem anglického krále – milionář
- 2007 – Vratné lahve – penzista
- 2014 – Tři bratři – dědeček Růženky
- 2017 – Po strništi bos – pan Chrást